# Ivănceni, Cetatea Albă
Ivănceni (în ucraineană Нова Іванівка, transliterat: Nova Ivanivka) este un sat în comuna Sărata din raionul Cetatea Albă, regiunea Odesa, Ucraina.

## Demografie
Componența lingvistică a localității Ivănceni
     Ucraineană (92,31%)
     Rusă (4,81%)
     Română (1,92%)
     Alte limbi (0,96%)
Conform recensământului din 2001, majoritatea populației localității Ivănceni era vorbitoare de ucraineană (92,31%), existând în minoritate și vorbitori de rusă (4,81%) și română (1,92%).